# 高宇 (1981年)
高宇(1981年—)，中国式摔跤运动员，教练为孙庆国。

## 比赛战绩
2004年中国跤王争霸赛中量级第二名、2004年天津邀请赛74公斤级第一名、2005年中国全国锦标赛74公斤级第一名、2005年中国跤王争霸赛男子重量级第一名